# Leis penais da Irlanda
A expressão leis penais da Irlanda (Na Péindlíthe em irlandês) refere-se a uma série de leis impostas pelo governo britânico que visavam discriminar a grande maioria da população católica irlandesa, bem como dissidentes protestantes, e favorecer a Igreja da Irlanda, a qual reconhecia a monarquia inglesa como sua líder espiritual.